# Рой, Олег
Оле́г Рой (настоящее имя — Олег Юрьевич Резе́пкин; род. 12 октября 1965, Магнитогорск, Челябинская область) — российский писатель, сценарист, продюсер и общественный деятель.

## Биография
Олег Рой родился 12 октября 1965 года в городе Магнитогорске. Участвовал в театральном коллективе «Импульс», при левобережном дворце металлургов. Окончил психологический факультет Магнитогорского педагогического института по специальности педагог-психолог. Через некоторое время уехал в Швейцарию и занялся литературой.
Им было написано более 60 романов для взрослых в различных жанрах: сентиментальная проза, психологический триллер, фантастика. Входит[уточнить] в десятку самых читаемых писателей России.
По данным Российской книжной палаты, в 2013—2014 годах Олег Рой входил в топ-10, в 2015—2017 годах — в топ-20 лидеров в России среди авторов взрослой художественной литературы по суммарному годовому тиражу изданных книг.
Автор 250 книг для детей и подростков. В 2019 году занял 13-ю строчку среди наиболее издаваемых в России авторов детской литературы.
Ряд литературных произведений экранизированы, экранизации получили российские и международные награды. Мистический роман Олега Роя «Дом без выхода» экранизован дважды — в России и в США, а телесериал «Индус» по роману «Улыбка чёрного кота» в 2011 году номинировался на 51 телевизионном фестивале в Монте-Карло.
Автор, создатель и продюсер анимационных сериалов «Джинглики», «Дракоша Тоша», «Шмяк. Волшебная лавка Есении», «Супер МЯУ». Участник творческой группы, работающей над литературно-анимационным проектом «Сказочный патруль». Анимационные проекты, созданные и продюсируемые Олегом Роем, получили российские и международные награды.
В 2012 году вышли первые книги детской серии «Джинглики», которая впоследствии стала основой одноименного 3D-мультсериала. «Джинглики» были выкуплены для трансляции компанией Netflix. Сериал стал лауреатом премии Cyber Sousa Award международного кинофестиваля Xiamen International Animation Festival в категории «Лучший анимационный сериал». В 2017 году сериал «Джинглики» получил приз за лучший короткометражный анимационный фильм на San Diego International Kids' Film Festival.
Мультсериал «Дракоша Тоша» номинировался на «Премию Рунета». С 2019 года сериал выходит на канале Discovery Kids на территории стран Ближнего Востока и Северной Африки. В начале 2020 года «Дракоша Тоша» был выпущен на «Amazon Prime» в США и Канаде, запущен на стриминговых платформах в Индии, Китае, Пакистане и на Тайване.
В ноябре 2019 года на выставке MIPCOM в Каннах Олег Рой представил новый 3D мультсериал «Стражи» о приключениях юнармейцев будущего.
В декабре 2021 года анимационный сериал «Супер Мяу» стал победителем в номинации «Лучший TV-сериал» Chicago Indie Film Awards. Сериал вошел в конкурсные программы 19-го Международного фестиваля фильмов для детей в Сан-Диего, Ajayu International Animation Festival в Перу, фестиваля Golden Kuker в Болгарии, фестиваля Russian Film Festival в Казахстане.
В 2023 году Олег Рой совместно со студией «Great Frame» выпустил анимационный сериал «Шмяк. Волшебная лавка Есении».
В конце 2023 года Олег Рой и анимационная студия «Great Frame» выиграли суд с издательством «Клевер», выпускающим переводные книги о приключениях «Котёнка Шмяка», издательство потребовало у Роспатента прекратить правовую охрану товарного знака «Мишка Шмяк». Федеральная служба по интеллектуальной собственности отказала издательству в удовлетворении возражения. Роспатент пришел к выводу, что у российского потребителя нет ассоциативных связей между обозначением «Мишка Шмяк» и персонажем книг котенком Шмяком. Суд по интеллектуальным правам также не нашел сходства котёнка с главным героем проекта «Шмяк. Волшебная лавка Есении» и отклонил претензию «Клевера».
В 2023 году Олег Рой совместно с брендом BY представил проект «Русские супергерои». В июле 2024 года был презентован тизер анимационного сериала «Русские супергерои» иранской анимационной студии «Sky Frame».
В 2022 году поддержал вторжение России на Украину. Автор серии романов, изданных в издательстве «Вече». Первый художественный роман «Неотправленные письма» был поставлен на сцене театра Моссовета города Москвы. Роман «Тени Донбасса. Маленькие истории большой войны» был поставлен на сцене Фольклорного центра «Москва» и выпущен в формате радиоспектакля на Радио России с пометкой Золотой фонд.
Член творческой бригады Министерства обороны РФ.

## Семья
Был дважды женат. Сын от первого брака погиб 9 января 2008 года, выпав из окна. Двое детей от второго брака.

## Награды
- В начале 2000-х годов Олег Рой был награждён ассоциацией писателей детективного и недетективного жанров «Детектив-клуб» наградой «Золотой рыцарский крест доблести и чести» за вклад в литературу и благотворительность[3][4][1][29].
- В 2014 году стал обладателем литературной премии «Медаль имени нобелевского лауреата Ивана Бунина»[30][значимость факта?].
- В 2023 году стал обладателем медали им. Василия Шукшина за большой вклад в изучение и популяризацию творческого наследия писателя, в российскую литературу, культуру, искусство и сохранение русского языка.
- Russian licensing Award «За достижения в отрасли» (2023)[31].
- В 2023 году награждён медалью Министерства обороны Российской Федерации «Участнику военной операции в Сирии».
- Медаль Министерства обороны Российской Федерации «Участнику Специальной военной операции» (2023)[26].
- Медаль ордена «За заслуги перед Отечеством» II степени (2023)[32].
- Премия Министерства обороны Российской Федерации в области культуры и искусства за 2023 год в номинации «Литературное творчество и издательское дело»[33]
- Лауреат Международной премии милосердия, гуманитарного сотрудничества и социальной ответственности «Синий платочек» фонда «Русская земля»[34].

## Экранизации
1. «Дом без выхода» — Россия, 2009 (реж. Феликс Герчиков)
2. «Индус» (сериал) — Россия, 2010 (реж. Александр Касаткин)
3. «Имитатор» (сериал) — Россия, 2014 (Централ партнершип)
4. «Цирк Судьбы» (мюзикл) — постановка г. Тамбов (премьера — май 2014)
5. «Джинглики и их Новогодние приключения» — ледовое шоу (2015 год)
6. «Джинглики» — мультипликационный сериал (2017 год)
7. «Дракоша Тоша» — мультипликационный сериал (2017 год)
8. «Хрустальное сердце» — мюзикл (2020 год)
9. «Спорт Тоша» — мультипликационный сериал (2021 год)
10. «Супер МЯУ» — мультипликационный сериал (2021 год)
11. «Дракошия» — мультипликационный сериал (2022 год)
12. «Волшебная лавка Есении» — мультипликационный сериал (2023 год)
13. «Мальчик-дельфин 2» — мультипликационный фильм  (2025 год)